# Erythrocebus
Erythrocebus is een geslacht uit de familie van de apen van de Oude Wereld (Cercopithecidae). De wetenschappelijke naam van het geslacht werd in 1831 gepubliceerd door Édouard Trouessart.

## Taxonomie
Er worden drie soorten tot dit geslacht gerekend.
- Geslacht: Erythrocebus (3 soorten)
  - Soort: Erythrocebus baumstarki
  - Soort: Erythrocebus patas – Huzaaraap
  -  Soort: Erythrocebus poliophaeus